# فيزلير

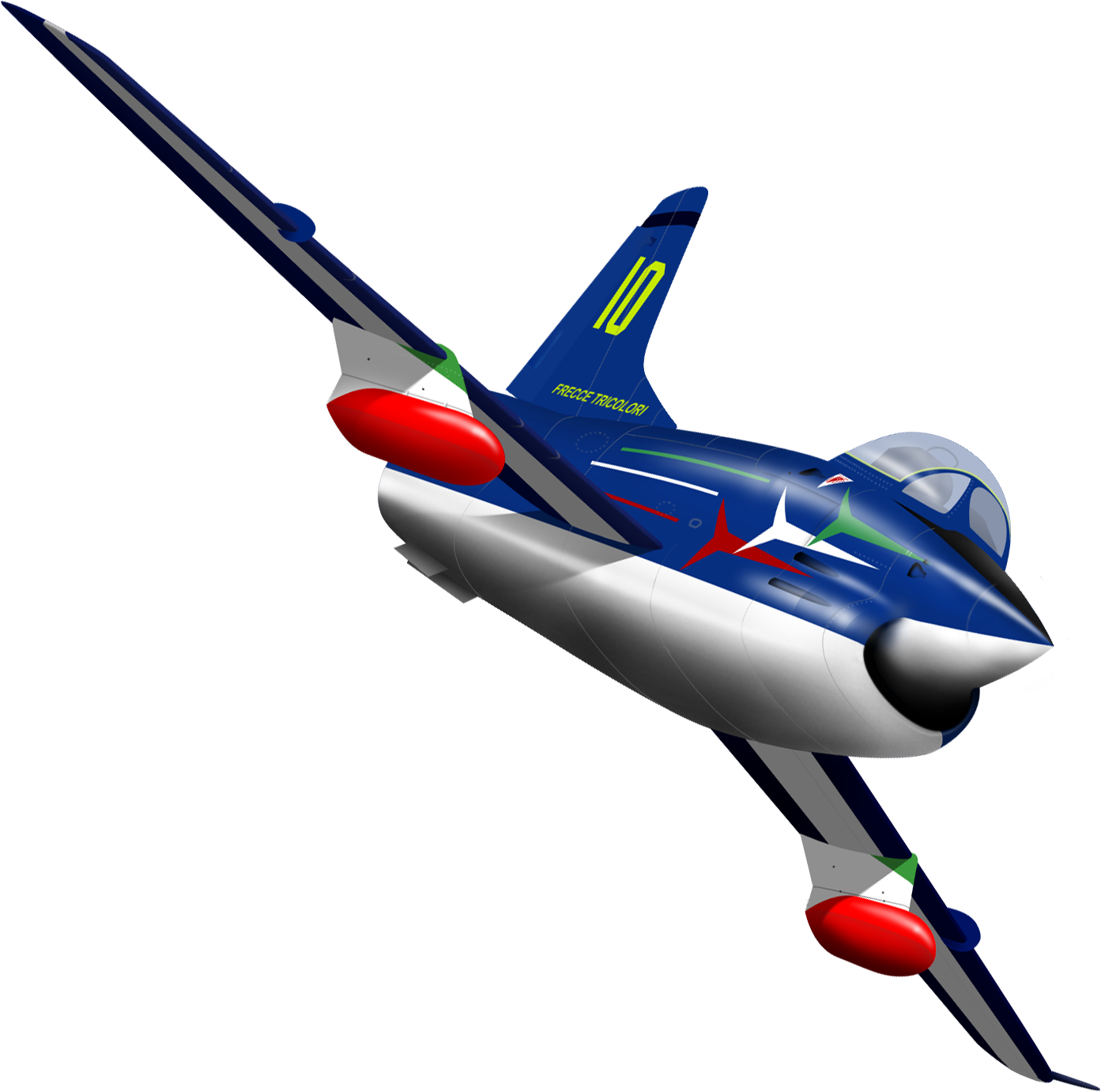

فيزلير (GFW) في كاسل شركة تصنيع طائرات ألمانية في ثلاثينيات وأربعينيات القرن العشرين. يتم تذكر الشركة في الغالب بطائراتها العسكرية التي بنيت من أجل لوفتفافه خلال الحرب العالمية الثانية.

## الطائرات
وشملت طائرات الديزل:
- F2 تايجر - طائرة رياضية بهلوانية، 1932
- F5 طائرة رياضية بهلوانية + تدريب، 1933
- في 97، منافسة وجولة أحادية السطح ، 1934
- فاي 98، طائرة مقاتلة، 1936
- فاي 99، طائرة رياضية،
- فاي103 (في-1)
- Fi 103 Reichenberg، نسخة تجريبية من V-1
- Fi 156 <i id="mwPw">Storch</i> (Stork) ، طائرة استطلاع STOL
- فاي 157، طائرة بدون طيار تستهدف الطائرات بدون طيار
- فاي 158، طائرة بحث
- في 166،
- في 167، قاذفة طوربيد محمولة على متن طائرة وطائرة استطلاع
- فاي 168، طائرة هجوم أرضي
- في 253، طائرات رياضية
- النقل Fi 333 (نظريا)

## الطائرات الشراعية
- كاسل 12، طائرة تدريب شراعية،